# Автомагістраль G45 Дацін-Гуанчжоу
Автомагістраль Дацін-Гуанчжоу (кит.: 大庆－广州高速公路), позначається як G45 і зазвичай називається швидкісною автострадою Дагуан (кит.: 大慶－廣州高速公路) — швидкісна дорога, що з'єднує міста Дацін, Хейлунцзян, і Гуанчжоу, Гуандун. Після повного завершення це буде становити 3550 км у довжину.

## Маршрут
Після завершення швидкісна автомагістраль Дацін–Гуанчжоу буде проходити від Даціна, Хейлунцзян до Гуанчжоу, Гуандун. Вона проходить через наступні великі міста;

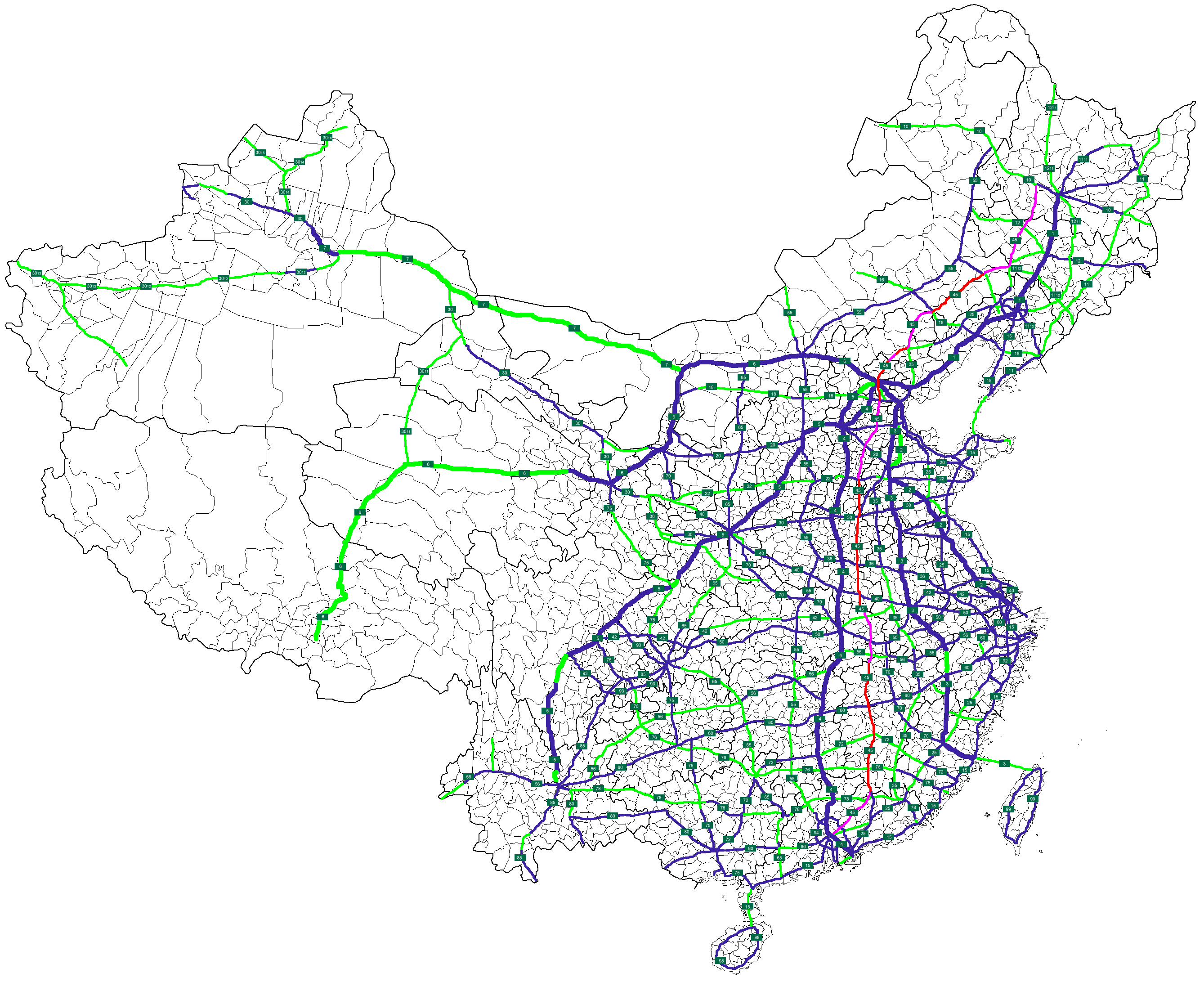
Маршрут G45, показано червоним

G45 Daguang Expressway в провінції Хубей

- Дацін, Хейлунцзян
- Сун'юань, Цзілінь
- Шуанляо, Цзілінь
- Тунляо, Внутрішня Монголія
- Чіфен, Внутрішня Монголія
- Ченде, Хебей
- Пекін
- Бачжоу, Хебей
- Хеншуй, Хебей
- Пуян, Хенань
- Кайфен, Хенань
- Чжоукоу, Хенань
- Хуанган, Хубей
- Хуанші, Хубей
- Синьюй, Цзянсі
- Цзянь, Цзянсі
- Ганьчжоу, Цзянсі
- Гуанчжоу, Гуандун

## Історія
Перша ділянка швидкісної автостради була відкрита на півночі Пекіна в 2002 році. На північний схід від Пекіна 210 кілометрова ділянка до Ченде була відома як швидкісна дорога Цзінчен (кит. 京承高速公路; піньїнь: Jīngchéng Gāosù Gōnglù), а південна ділянка до Кайфена була відома як швидкісна дорога Цзінкай (京开高速公路, піньїнь Ханью: Jīngkāi Gāosù Gōng) . У 2009 році в Китаї було стандартизовано назви швидкісних доріг, і вся довжина від Даціна до Гуанчжоу стала швидкісною магістраллю G45.

## Транзитний проїзд по провінціях
Примітка: швидкісна автомагістраль Дагуан проходить через Пекін у місті Ченде і вдруге перетинає провінцію Хебей із міста Ланфан.
| Назва провінції    | Протяжність маршруту | Назва початкового місця          | Початкового пробіг | Назва кінцевого місця            | Кінцевий пробіг |
| Хейлунцзян         | 147                  | Аеропорт Дацін                   | 0                  | Міст через річку Сун'юань Сунхуа | 147             |
| Цзілінь            | 253                  | Міст через річку Сун'юань Сунхуа | 147                | Міст через річку Сінькай         | 400             |
| Внутрішня Монголія | 568                  | Міст через річку Сінькай         | 400                | Тунель Маодзінба                 | 968             |
| Хебей1             | 164                  | Тунель Маоцзінба                 | 968                | Велика стіна Цзіньшаньлін        | 1132            |
| Пекін              | 222                  | Велика стіна Цзіньшаньлін        | 1132               | Міст через річку Юндінхе         | 1354            |
| Хебей2             | 405                  | Міст через річку Юндінхе         | 1354               | Міст Weihe                       | 1759            |
| Хенань             | 557                  | Міст Вейхе                       | 1759               | Тунель Чжоуцзявань               | 2316            |
| Хубей              | 276                  | Тунель Чжоуцзявань               | 2316               | Тунель Хубей-Цзянсі              | 2592            |
| Цзянсі             | 603                  | Тунель Хубей Цзянсі              | 2592               | Тунель Цзюфеньшань               | 3195            |
| Гуандун            | 258                  | Гірський тунель Цзюфен           | 3195               |                                  |                 |

## Фото

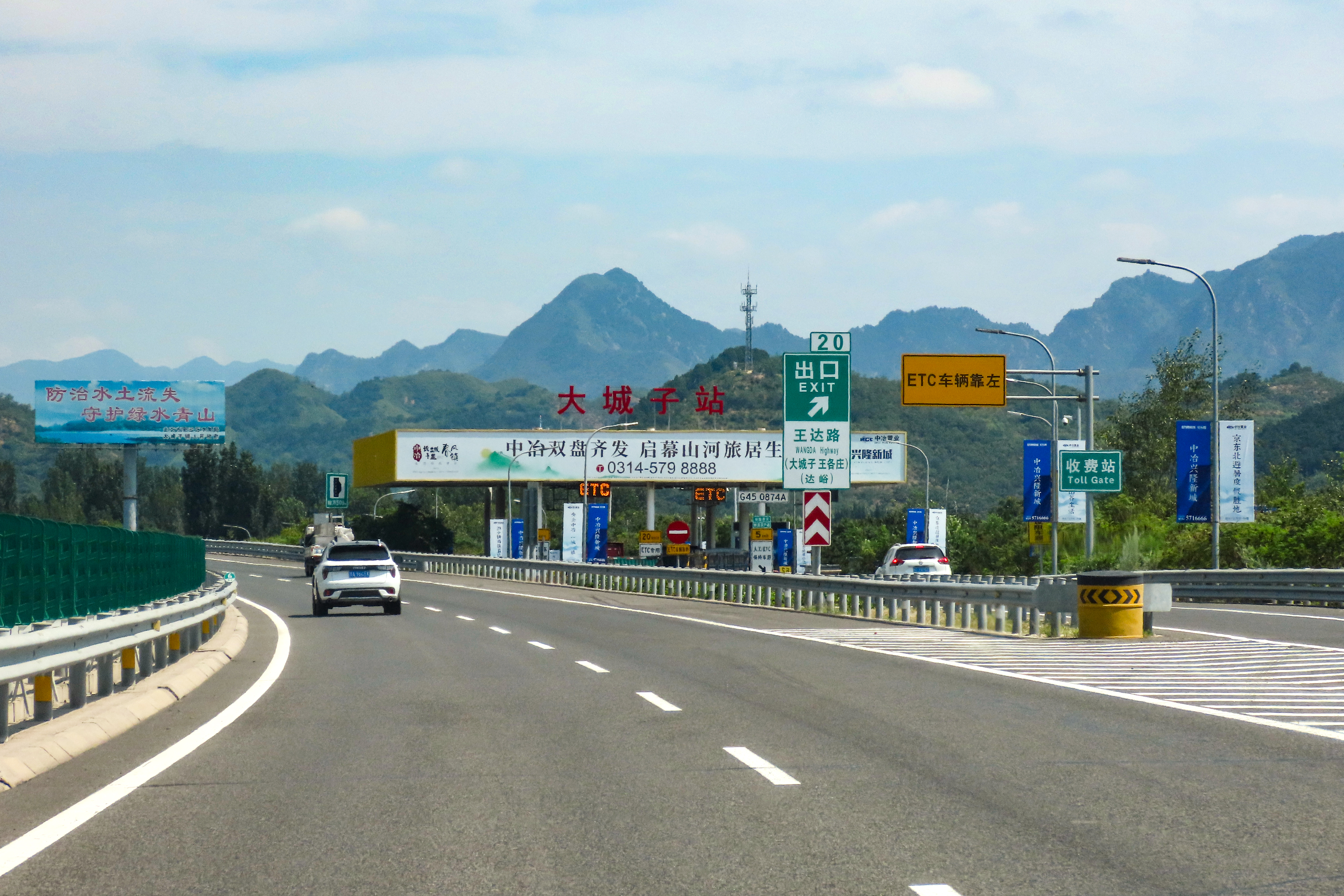
Платний пункт Даченцзи в районі Міюнь, серпень 2020 року
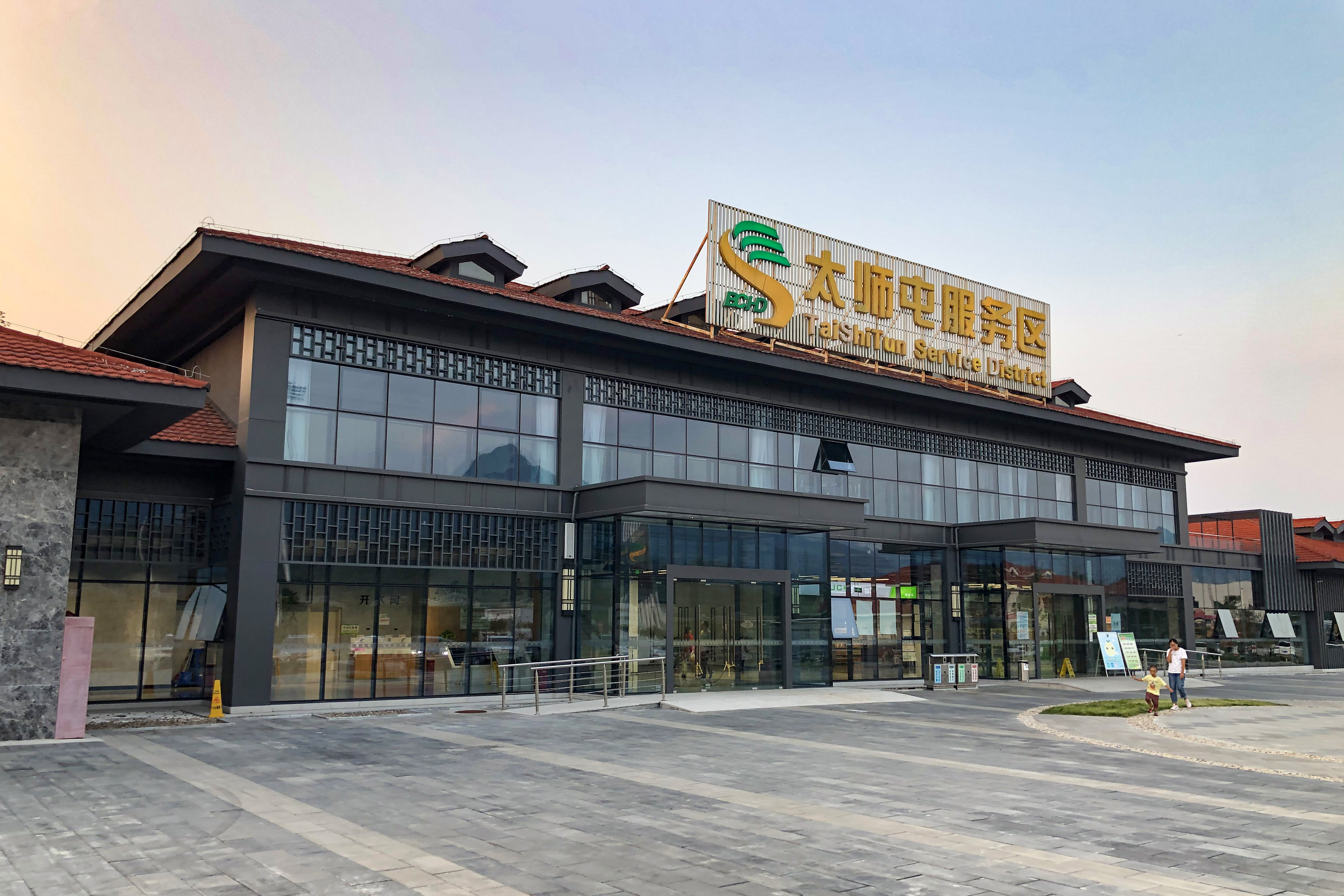
Зона обслуговування Тайшітунь у районі Міюнь, серпень 2020 року
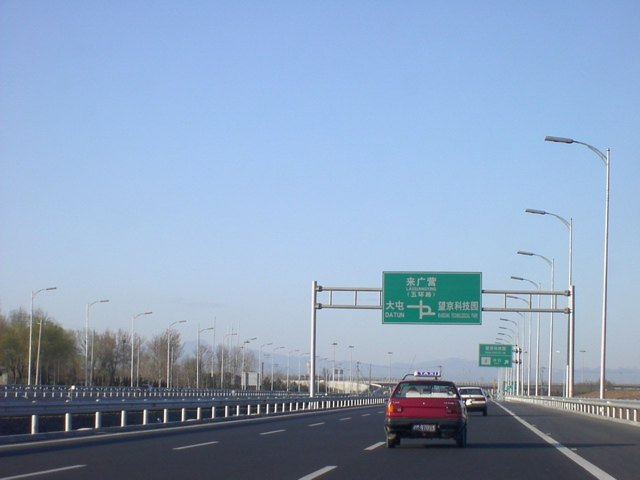
Швидкісна дорога в межах 5-ї кільцевої дороги, березень 2003 року